# Љето у златној долини
Љето у златној долини је босанскохерцеговачки филм из 2003. године који је режирао Срђан Вулетић, а продуцирао Адемир Кеновић. Музику за филм је радио Едо Маајка. Филм говори о шеснаестогодишњаку који мора вратити дуг, пошто му је отац умро. Настојећи да сакупи новац, он и његов пријатељ бивају увучени у сарајевску криминалну мрежу.
Филм је освојио Златног тигра у Ротердаму.

## Радња
На традиционалној муслиманској сахрани (џенази) свог оца Сабахудина Варупе, 16-годишњак Фикрет чује да је његов отац остао дужан новац Хамиду, човјека за којег он никад није чуо. Хамид на сахрани не жели да опрости све покојнику док му дуг, који је сада прешао са оца на сина, не буде враћен. Овај чин се у Босни често не примјењује на џенази, јер сматра потпуно понижавајућим. Фикрет и његова породица постају предмер подсмијеха. Он, који је практично још дијете, одлучује да „откупи душу свог оца“. У жељи да врати очев дуг и да осугура опроштај, он улази у стварни свијет Сарајева, у којем владају послијератни хаос, биједа и сиромаштво, и постаје идеална мета за двојицу корумпираних полицајаца који желе да му „помогну“: одлучују да он чува киднаповану дјевојку.

## Улоге
| Глумац                | Улога       |
| --------------------- | ----------- |
| Харис Сијарић         | Фикрет      |
| Светозар Цветковић    | Рамиз       |
| Кемал Чебо            | Тики        |
| Зана Марјановић       | Сара        |
| Емир Хаџихафизбеговић | Хамид       |
| Александар Сексан     | Цицо        |
| Тахир Никшић          | Амиџа Осман |
| Сенад Башић           | Испијени    |
| Драган Јовичић        | Јасмин      |